# Burg Zichow
Die Burg Zichow befindet sich in der Gemeinde Zichow im Amt Gramzow, Landkreis Uckermark. Der Ort Zichow, wohl slawischen Ursprungs, wird erstmals in einer Urkunde des Klosters Gramzow aus dem Jahre 1288 erwähnt.
Von der mittelalterlichen Anlage ist heute nur noch der urkundlich erstmals 1527 genannte Bergfried vorhanden.

## Geschichte
Der Zeitpunkt der Erbauung der Burg ist nicht eindeutig geklärt. Im Allgemeinen wird heute davon ausgegangen, dass sie im Rahmen der deutschen Ostkolonisation um die Mitte des 13. Jahrhunderts erbaut worden ist. 
Im Vertrag von Oderberg aus dem Jahre 1354 trat Markgraf Ludwig II. der Römer die Burg an Pommern ab. In den Grenzverträgen zwischen Pommern und Brandenburg aus dem Jahr 1355 wurde sie ausdrücklich erwähnt. 
Unter Kurfürst Friedrich II. kam die Burg im Jahre 1447 wieder an Brandenburg. 1449 wurde die Burg mit der Auflage, sie zu bemannen und baulich zu unterhalten, an Hans von Beerfelde verpfändet.
Seit 1456 waren die Herren von Arnim im Besitz der Burg (bis 1945). Nach einem Brand ließen sie 1745 auf den Grundmauern der alten Burg ein Schloss errichten. Der zweigeschossige Barockbau auf L-förmigem Grundriss mit Walmdach steht neben dem Fangerturm, dem Bergfried der alten Burganlage aus dem 13. Jahrhundert. Zum Schlossensemble gehören das ebenfalls unter Denkmalschutz stehende Gutsverwalterhaus und ein kleiner Park mit Teich. 
Die Anlage ist denkmalgeschützt. Dach und Dachstuhl wurden von der Gemeinde weitgehend saniert. 2015 verkaufte diese die Schlossanlage an den Immobilieninvestor und „Schlössersammler“ Georg Thaler.

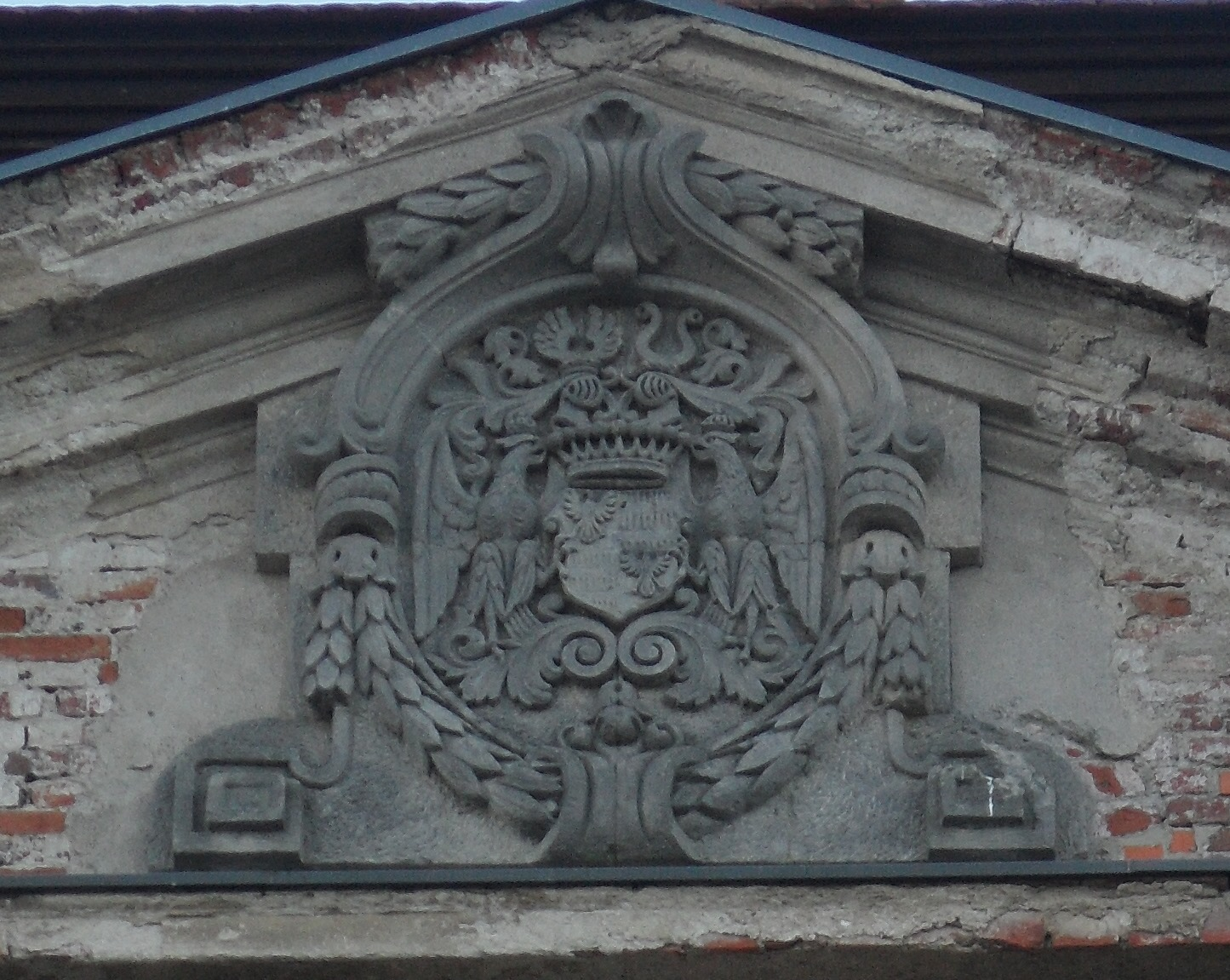
Burg Zichow Wappen-Detail
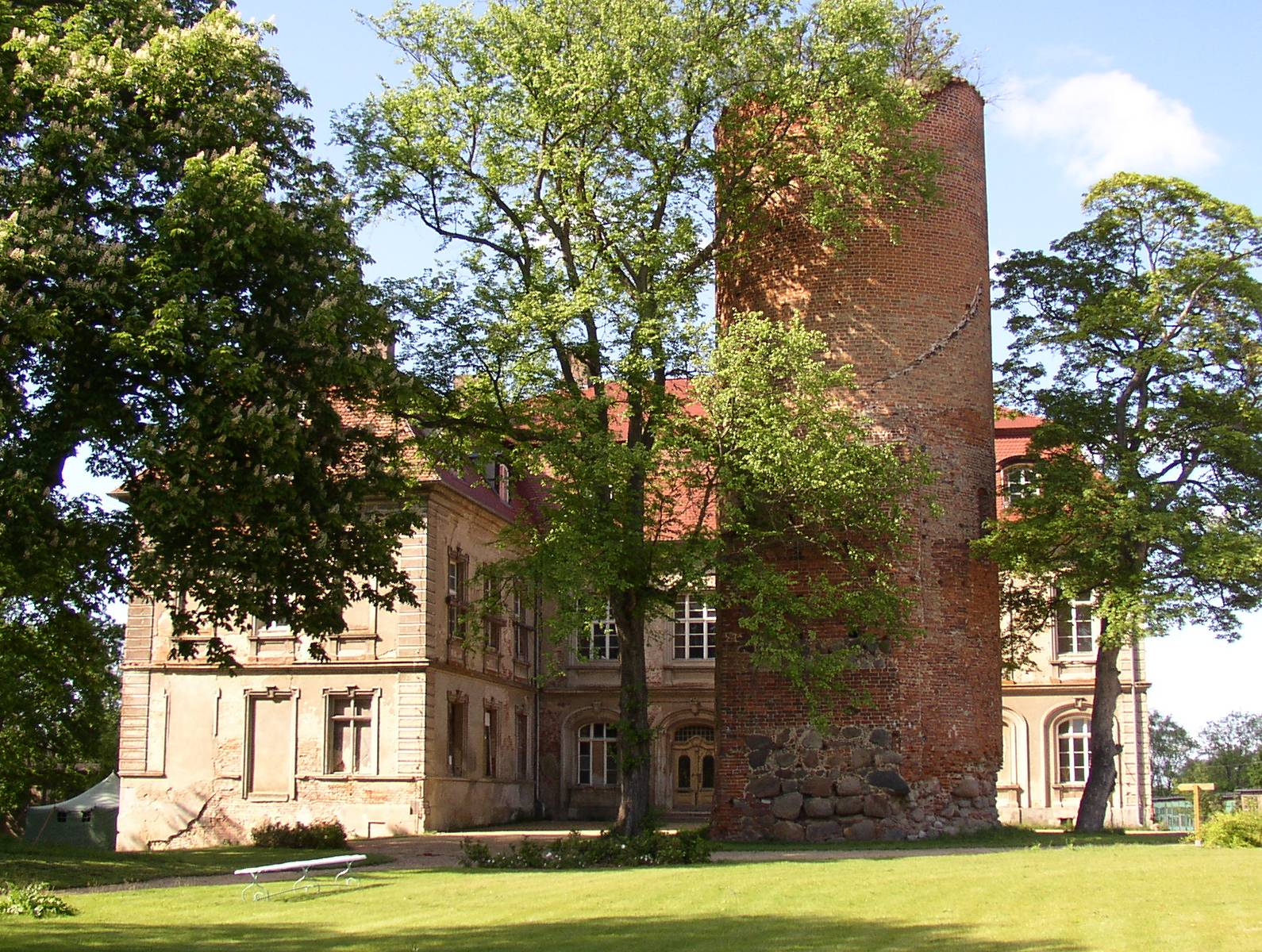
Burg Zichow